# Cmentarz jeńców francuskich w Szczecinie
Cmentarz jeńców francuskich – cmentarz wojskowy położony na terenie Szczecina. Zajmuje niewielki teren w północnej części osiedla Zawadzkiego, przy ul. Litewskiej.

## Historia
Na terenach poligonu w Krzekowie (Kreckow) władze wojskowe założyły obóz jeniecki, w którym umieszczono ok. 1700 żołnierzy francuskich pojmanych podczas wojny prusko-francuskiej. Warunki panujące w obozie można określić jako skrajnie złe, co przyczyniło się do śmierci ponad 600 przetrzymywanych. Na tutejszym cmentarzu złożono ciała 248 żołnierzy.

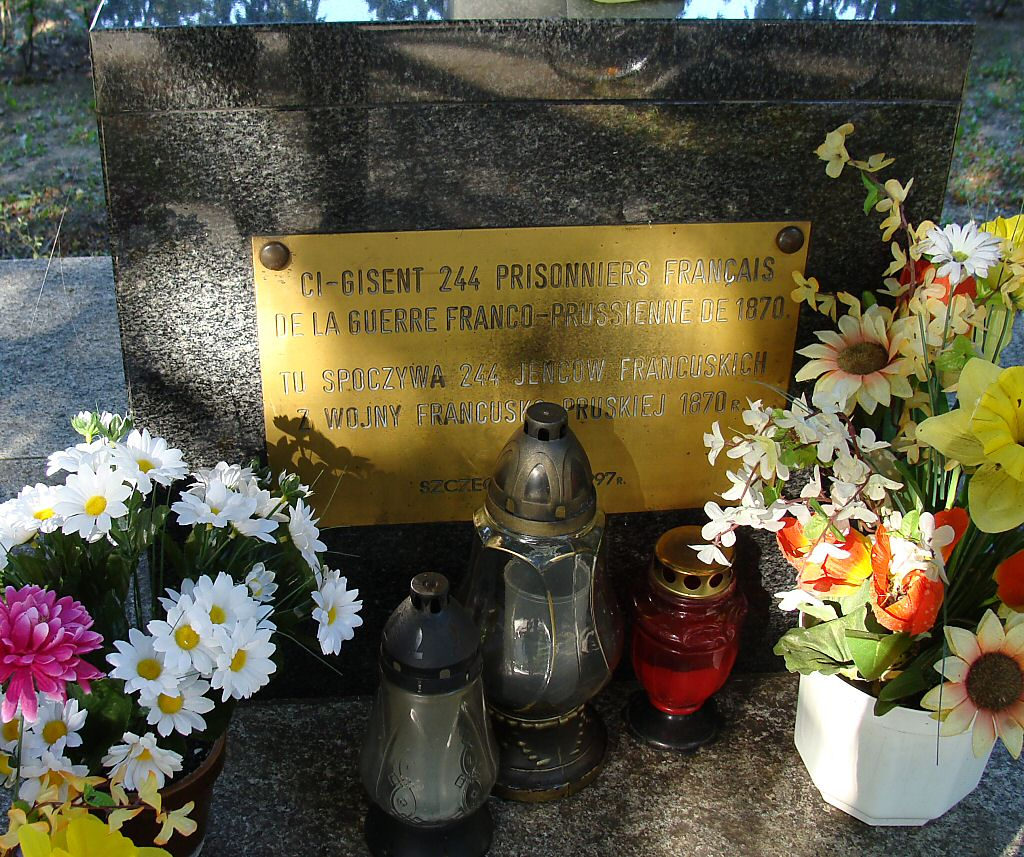
fragment pomnika z tablicą informacyjną

Początkowo nekropolia była otoczona żeliwnym ogrodzeniem, które nie przetrwało do czasów współczesnych. Na środku porośniętego lipami cmentarza stoi krzyż i znajduje się odsłonięta w 1997 roku tablica upamiętniająca 244 pogrzebanych.
Cmentarz jest zakwalifikowany do wpisu do rejestru zabytków.